# ソバ属
ソバ属（ソバぞく、Fagopyrum）は、タデ科の1属である。
かつてはタデ属 Polygonum s.l. に含められていた。
ソバとはこの属の模式種 Fagopyrum esculentum の標準和名であるが、ソバ属をソバと総称し、Fagopyrum esculentum は「普通ソバ」と呼ぶこともある。英語の buckwheat と common buckwheat にも同様の語法がある。

## 特徴
花被片はほぼ遊離。

## 系統位置
Eskemukerjea 、Harpagocarpus 、Pteroxygonum （2009年当時、いずれも単型）を加えた4属は、Fagopyreae（直訳：ソバ連）にまとめられた。
ただし、このうち Pteroxygonum は、以前は遠縁と思われたいくつかの属と共に新連 Calligoneae に移され、2019年に1種が追加された。Eskemukerjea もおそらくソバ属に最も近縁ではない。
これら4属を「広義のソバ属」Fagopyrum s.l. にまとめる説もあるが、これらの理由で系統的ではない。

## 主な種
約19種が属し、それらは2節に分けられる。
- sect. Fagopyrum - 4種[1]
  - ダッタンソバ Fagopyrum tataricum
  - Fagopyrum homotropicum
  - ソバ Fagopyrum esculentum = Polygonum fagopyrum
  - シャクチリソバ Fagopyrum dibotrys = Fagopyrum cymosum
- sect. Polygonopsis - 14種[1]（リストは不完全）
  - Fagopyrum macrocarpum
  - Fagopyrum callianthum
  - Fagopyrum urophyllum
  - Fagopyrum gilesii
  - Fagopyrum statice
  - Fagopyrum leptopodum
  - Fagopyrum gracilipes
  - Fagopyrum capillatum
  - Fagopyrum pleioramosum
  - Fagopyrum lineare
  - Fagopyrum rubifolium

なお、「広義のソバ属」（おそらく多系統）に加わる種は以下のとおり：
- Eskemukerjea megacarpa =  Eskemukerjea nepalensis
- Harpagocarpus snowdenii
- Pteroxygonum giraldii
- Pteroxygonum denticulatum

## 利用
ソバが主に日本、ロシア、中国、アメリカ、カナダ、ミャンマーで、ダッタンソバが主に中国、ネパール、ブータンで栽培される。種子を穀物と同様に利用し、擬穀 (pseudocereal) に分類される。
イネやコムギに比べ脱粒（種子が植物本体から脱落すること）を起こしやすい欠点がある。無限花序のため、一本の穂の中で結実時期に差があるのがその一因である。